# C. V. Mourey
C. V. Mourey (francès: Claude Victor Mourey)  (Valay, 1791 - París, 30 de juliol de 1830) fou un matemàtic francès del qual amb prou feines es coneix res de la seva vida. La investigadora de la Universitat de St. Andrews Elizabeth Lewis, aventura la possibilitat que sigui un tal Claude Victor Mourey (1791-1830) que va treballar de mecànic a París al començament del segle XIX; però ella mateixa reconeix la dificultat de fer-ne una identificació totalment positiva.
L'única obra que es coneix d'aquest personatge és un opuscle d'un centenar de pàgines titulat La vraie théorie des quantités négatives et des quantités prétendues imaginaires, publicat a París el 1828 i reeditat el 1861, en el qual estudia sistemàticament la teoria dels vectors: Mourey sembla haver estat el primer matemàtic en apreciar la necessitat d'especificar les condicions de la igualtat entre vectors.
Els vectors, expressats en una notació que no ha sobreviscut, li apareixen en representar geomètricament els nombres imaginaris i amb els vectors també apareix la idea d'un àlgebra més general, però de la que no va escriure res; o, almenys, no ha arribat fins als nostres dies.